# Bouskoura
Bouskoura (en àrab بوسكورة, Būskūra; en amazic ⴱⵓⵙⴽⵓⵔⴰ) és un municipi de la província de Nouaceur, a la regió de Casablanca-Settat, al Marroc. Segons el cens de 2014 tenia una població total de 103.026 persones.